# Das Ende vom Liede (film 1919)
Das Ende vom Liede (La fine della canzone) è un film muto del 1919 diretto da Willy Grunwald e interpretato da Asta Nielsen.

## Produzione
Il film fu prodotto dalla Cserépy-Film Co. GmbH.

## Distribuzione
Il film uscì nelle sale cinematografiche tedesche il 18 giugno 1919, presentato allo Sportpalast-Lichtspiele di Berlino. Venne distribuito vietato ai minori, con il visto di censura B.00704 del 4 novembre 1920.